# Los Angeles Galaxy
Los Angeles Galaxy američki je nogometni klub iz Los Angelesa. Natječe u MLS-u, kojeg je osvojio šest puta: 2002., 2005., 2011., 2012., 2014. i 2024. Svoje domaće utakmice igra na Dignity Health Sports Parku koji se nalazi u Carsonu, predgrađu Los Angelesa. 

## Trofeji
- CONCACAF Kup prvaka
  - Osvajač (1): 2000.

- MLS Cup
  - Osvajač (6): 2002., 2005., 2011., 2012., 2014., 2024.

- MLS Supporters' Shield
  - Osvajač (4): 1998., 2002., 2010., 2011.

- US Open Cup:
  - Osvajač (2): 2001., 2005.

## Igrači kluba hrvatskog porijekla
- Ante Jazić
- Zlatan Ibrahimović

## Vanjske poveznice
- Službena web-stranica